# Małysiaków Groń
Małysiaków Groń (680 m n.p.m.) – szczyt na północno-wschodnim końcu Pasma Pewelskiego, które w regionalizacji fizycznogeograficznej Polski według Jerzego Kondrackiego zaliczane jest do Beskidu Makowskiego, w nowszej regionalizacji z 2018 roku do Pasm Pewelsko-Krzeszowskich. Małysiaków Groń znajduje się pomiędzy Kościanką (Kocońką) a Groniem.
Wierzchołek i górna część stoków Gronia porasta las, są na nich jednak polany, obecnie stopniowo zarastające. Stoki północno-zachodnie opadają do doliny Kocońki, stoki południowe w widły dwóch źródłowych cieków Potoku z Borowiny. Po północno-wschodniej stronie głównego wierzchołka Małysiaków Gronia znajduje się drugi wierzchołek 672,5 m, który jest zwornikiem dla południowego grzbietu ze szczytami Szwabski Dział i Pierchałowa Góra.
U stóp góry znajduje się przysiółek Małysiaki, będący częścią wsi Las. Zarówno nazwa przysiółka, jak i szczytu, pochodzi od nazwiska Małysiak, często spotykanego w tej okolicy.
Małysiaków Groń znajduje się w granicach wsi Las w województwie śląskim, w powiecie żywieckim, w gminie Ślemień.